# Spiloxene ovata
Spiloxene ovata är en enhjärtbladig växtart som först beskrevs av Carl von Linné d.y., och fick sitt nu gällande namn av Sidney Garside. Spiloxene ovata ingår i släktet Spiloxene och familjen Hypoxidaceae. Inga underarter finns listade i Catalogue of Life.